# Cinco maiores estúdios de cinema de Hollywood

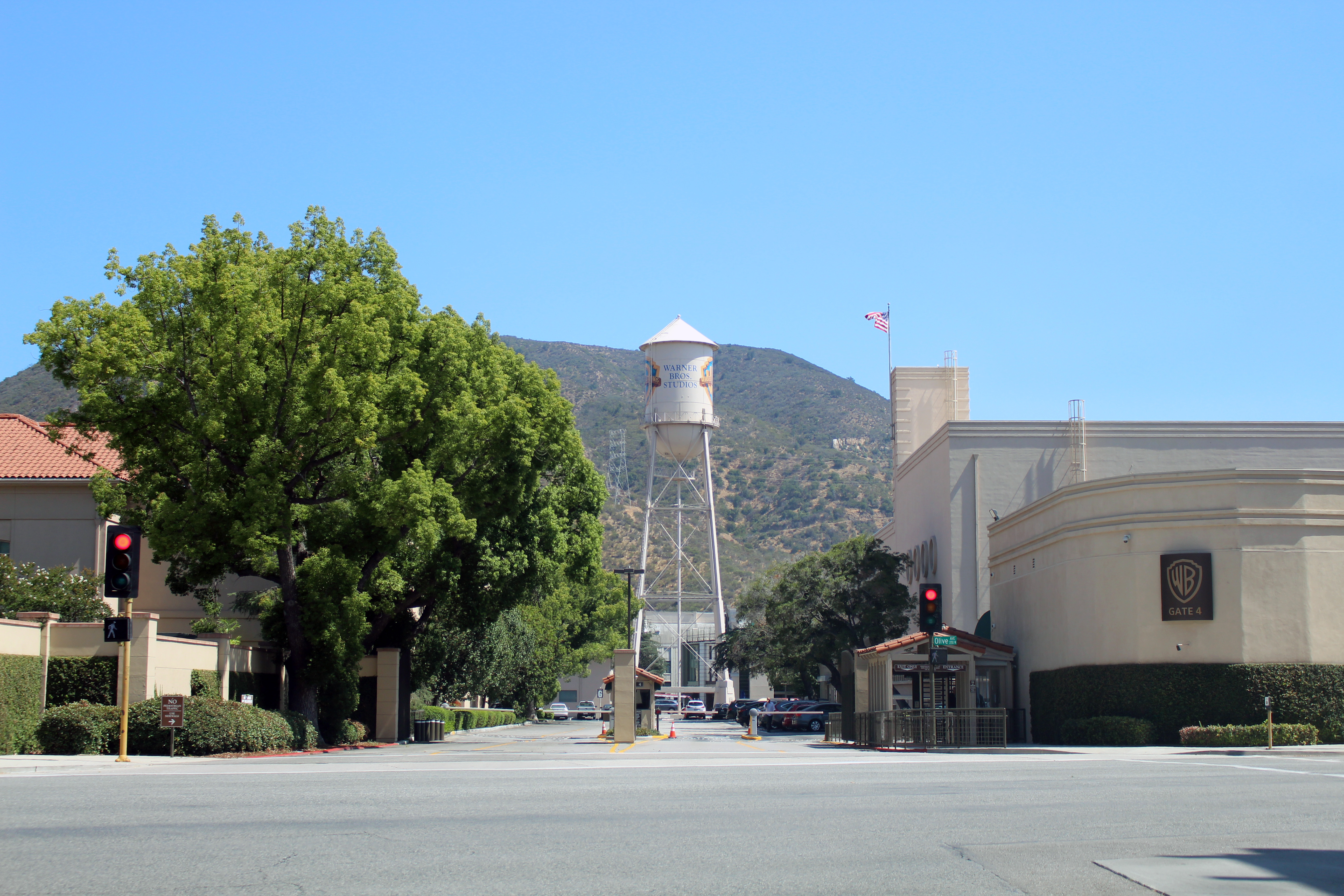
Portão 4 da Warner Bros. Studios

Os Big Five (em português, Cinco Grandes) se referem aos cinco maiores estúdios de cinema de Hollywood (Universal Pictures, Walt Disney Pictures, Warner Bros. Pictures, Paramount Pictures e Columbia Pictures), cujas operações estão todas centradas desde a chamada Idade de Ouro dos anos 1930 e 1940 de Hollywood. O termo também pode ser aplicado mais especificamente para subsidiária de alguns conglomerados.
Em 20 de março de 2019, a 20th Century Fox deixou de integrar o grupo, pois foi comprada pela The Walt Disney Company (dona da Walt Disney Studios), assim o termo Big Six perdeu seu sentido. Em 2020, a Teen Studios que era uma Mini-Major (mini-grande) foi comprada pela Comcast (dona da Universal Pictures) em janeiro de 2020.
A Metro-Goldwyn-Mayer não era considerada como uma das Big Six e não é considerada membra das atuais Big Five, sendo chamada de "Mini-Major" (algo como "mini-grande" ou "menor das grandes").

## Atualmente
| Controladora (conglomerado)                         | Estúdio Principal Estúdio Secundário      | Fundação  | Artístico/Independente                                                 | Gênero/Filme B                                                                       | Gênero/Filme B                                                                       | Animação | Outras divisões e marcas | Outras divisões e marcas | Streaming                                | Porcentagem mercado americano/canadense (2023) |
| --------------------------------------------------- | ----------------------------------------- | --------- | ---------------------------------------------------------------------- | ------------------------------------------------------------------------------------ | ------------------------------------------------------------------------------------ | --- | --- | --- | ---------------------------------------- | ---------------------------------------------- |
| NBCUniversal (Comcast)                              | Universal Pictures                        | 1912      | - Focus Features - Hulu Documentary Films                              | - Focus World - Gramercy Pictures - Working Title Films                              | - Focus World - Gramercy Pictures - Working Title Films                              | - Big Idea Entertainment - DreamWorks Animation - Illumination - Illumination Mac Guff - Universal Animation Studios             | - Amblin Entertainment (participação minoritária) - Carnival Films - Chiller Films - Makeready (JV) - NBC Universal Japan     | - OTL Releasing - United International Pictures (JV) - Universal 1440 Entertainment - WT2 Productions                         | Peacock                                  | 21.77%                                         |
| Paramount Global (National Amusements)              | Paramount Pictures                        | 1912      | - Miramax (49%)                                                        | - BET Films - CMT Films - Comedy Central Films - MTV Films                           | - Nickelodeon Movies - Paramount Players - VH1 Films                                 | - MTV Animation - Nickelodeon Animation Studio - Paramount Animation                                                             | - Awesomeness Films - Republic Pictures - United International Pictures (JV)                                                  | - Viacom18 (49%) - Viacom Digital Studios                                                                                     | Paramount+ Pluto TV                      | 9.55%                                          |
| Warner Bros. Entertainment (Warner Bros. Discovery) | Warner Bros. Pictures New Line Cinema     | 1923 1967 | - CNN Films - HBO Documentary Films - Cinemax Films                    | - Adult Swim Films - DC Studios - Flagship Entertainment (49%) - TruTV Films         | - Adult Swim Films - DC Studios - Flagship Entertainment (49%) - TruTV Films         | - Cartoon Network Studios - Hanna-Barbera Studios Europe - Warner Animation Group - Warner Bros. Animation                       | - Alloy Entertainment - Castle Rock Entertainment - Fullscreen - HBO Films                                                    | - DC Entertainment - Spyglass Entertainment (participação minoritária) - Turner Entertainment                                 | Max Discovery+                           | 15.73%                                         |
| Walt Disney Studios (The Walt Disney Company)       | Walt Disney Pictures 20th Century Studios | 1923 1935 | - A&E IndieFilms (50%) - Hulu Documentary Films - Searchlight Pictures | - Disneynature - Lucasfilm - Marvel Studios - NatGeo Films (73%)                     | - Disneynature - Lucasfilm - Marvel Studios - NatGeo Films (73%)                     | - 20th Century Fox Animation - Pixar - Walt Disney Animation Studios                                                             | - A&E Films - 20th Century Animation - Star Studios - Zero Day Fox - Disney Pictures India - UTV Motion Pictures              | - Walt Disney Studios Motion Pictures - Walt Disney Studios Sony Pictures Releasing (JV)                                      | Disney+ Hulu                             | 21.26%                                         |
| Sony Pictures (Sony)                                | Columbia Pictures TriStar Pictures        | 1924 1982 | - Sony Pictures Classics                                               | - Affirm Films - Ghost Corps - PlayStation Productions - Screen Gems - Stage 6 Films | - Affirm Films - Ghost Corps - PlayStation Productions - Screen Gems - Stage 6 Films | - Funimation Films (95%) - Manga Entertainment (95%) - Madman Studios (95%) - Sony Pictures Animation - Sony Pictures Imageworks | - Destination Films - Left Bank Pictures - Sony Pictures Japan - Sony Pictures Releasing - Sony Pictures Family Entertainment | - Sony Pictures Worldwide Acquisitions - Sony Wonder - TriStar Productions - Walt Disney Studios Sony Pictures Releasing (JV) | SonyLIV Crunchyroll Funimation Pure Flix | 11.26%                                         |

### Históricos
- RKO Pictures (1929-1957), uma das "Big Five" da Era de Ouro do cinema estadunidense, entrou em decadência após ser adquirida por Howard Hughes em 1948 e faliu 9 anos depois.[7] O nome é ocasionalmente revivido a partir de 1981, mais recentemente em 2015 com Barely Lethal.[8]
- Metro-Goldwyn-Mayer (MGM) (1924–1986), outra "Big Five" da Era de Ouro,[7] diminuiu seu ritmo de produção após a aquisição por Kirk Kerkorian em 1969, e efetivamente deixou de ser um grande estúdio após vender seu catálogo para Ted Turner em 1986. Após emergir de um processo de falência em 2010 é mais uma produtora, controlada desde 2021 pela Amazon Studios.[9]
- United Artists (UA) (1919–1981), uma das "Little Three" da Era de Ouro (junto de Universal e Columbia),[7] faliu no começo dos anos 1980 e foi comprada pela MGM.
- 20th Century Fox (1923-2019), uma das "Big Five" da Era de Ouro,[7] deixou de existir como entidade independente ao ser adquirida pela The Walt Disney Company em 2019, que também renomeou o estúdio como 20th Century Studios.

## "Mini-majors" atuais
| Controladora (conglomerado)                                                                    | Estúdio Principal Estúdio Secundário            | Fundação  | Subdivisões                                                                                            | Subdivisões                                                                                           | Subdivisões | Streaming                              | Porcentagem mercado americano/canadense (2022) |
| ---------------------------------------------------------------------------------------------- | ----------------------------------------------- | --------- | --- | --- | --- | -------------------------------------- | ---------------------------------------------- |
| Lionsgate(Starz)                                                                               | Lionsgate Films                                 | 1962      | - 3 Arts Entertainment (majority) - Globalgate Entertainment (JV) - Good Universe Lionsgate Television | - Grindstone Entertainment Group - Lionsgate Premiere - Pantelion Films (49%) - Lionsgate India (10%) | - Lionsgate canadá - Roadside Attractions (43%) - Summit Entertainment - Spyglass Entertainment (18,9%) - Lionsgate UK | Lionsgate+ Lionsgate Play              | 6.48%                                          |
| Amazon                                                                                         | Metro-Goldwyn-Mayer Pictures Amazon MGM Studios | 1924 2010 | - Amazon MGM Studios Distribution - American International Pictures                                    | - Orion Pictures - Orion Classics - United Artists                                                    | | Amazon Prime Video Amazon Freevee MGM+ | 2.49%                                          |
| A24                                                                                            | A24 Films                                       | 2012      | - A24 International - 2AM (backing)                                                                    | | | N/A                                    | 1.54%                                          |
| STX Entertainment (The Najafi Companies)                                                       | STX Films                                       | 2014      | - STX Digital - STX Family - STX International                                                         | | | N/A                                    | 0,7%                                           |
| Amblin Partners - (Reliance Entertainment - Lionsgate - Alibaba Pictures - Universal Pictures) | Amblin Entertainment DreamWorks Pictures        | 1980 1994 | Amblin television                                                                                      | | | N/A                                    | ~ 0%                                           |